# Louvain Coopération
Louvain Coopération est une organisation non gouvernementale internationale (ONGI) belge située dans la cité universitaire de Louvain-la-Neuve et membre de la Fédération des ONG de coopération au développement (Acodev)
.
Tenant une place importante dans le regroupement des ONG universitaires belges (Uni4coop)
, l'ONG fonctionne sur une base budgétaire annuelle avoisinant les 8 millions d'euros et est active dans une quarantaine de projets distribués dans neuf pays du monde si l'on compte la Belgique
.
Ses domaines d'activités sont : la santé
, y compris au niveau mental et dans des contextes spécifiques liés au genre
, la sécurité alimentaire et économique, les mutuelles de santé, l'éducation au développement et la production de support pédagogiques.

## Action Sud

### Formation des étudiants et protection des enfants
Une des particularités de Louvain Coopération en tant qu'ONG, est d'encadrer des étudiants de l'Université catholique de Louvain en stages de terrain dans les pays du Sud
. Parallèlement à ceci, l'ONG agit aussi en faveur des jeunes du Sud en aidant par exemple les enfants de Kinshasa à « Sortir de la Rue »
 ou en luttant contre les violences faites aux enfants de El Alto (Bolivie).

### Alphabétisation
Dans un pays tel que le Burundi, Louvain Coopération développe un projet d'alphabétisation adressé aux femmes en particulier.

### Soins de santé
Dans la commune de Belo-sur-Tsiribihina à Madagascar par exemple, Louvain Coopération finance le développement d'un hôpital couvrant en théorie une population de 161 000 habitants. L'ONG s'intéresse aussi aux questions de santé mentale, en participant par exemple à une étude spécifique dans les provinces cambodgiennes de Kampong Cham et Tbong Khmum.

### Accès aux soins de santé
Dans l’Atacora par exemple, dans le nord du Bénin, l'ONG soutient la création de mutuelles de santé.

### Sécurité alimentaire et économique
Pendant qu'au Bénin la culture du fonio est promue comme arme contre l'insécurité alimentaire, à Madagascar et dans la région du Menabe, au Pérou, Louvain Coopération aide les producteurs locaux à renforcer leur capacité de gestion. Dans le Sud-Kivu en RDC, l'ONG soutient une maison de l'entrepreneur et des guichets d'économie locale (GEL) pour promouvoir le développement économique local à travers des initiatives individuelles ou collectives durables.

## Action Nord
De par sa proximité physique et institutionnelle avec le campus de Louvain-la-Neuve, Louvain coopération a développé tout un volet d'activités d'éducation à la citoyenneté mondiale et solidaire.

### Campus Plein Sud
Chaque année, Louvain Coopération participe au programme inter-universitaire « Campus Plein Sud »
 dans le but de sensibiliser la population estudiantine aux relations entre les pays du Nord les pays du Sud
.

### Ingénieux Sud
Depuis 2012, Louvain Coopération, en partenariat avec l'UCL, développe aussi un programme lié à la coopération au développement intitulé « IngénieuxSud ». Partie intégrante du cursus universitaire depuis 2016, ce programme encadre des étudiants de l'UCL et d'universités de pays du Sud dans la mise en place de « technologies appropriables » répondant à des besoins identifiés par les populations locales.

### Cours Méta-Métis
Louvain Coopération est aussi partenaire au sein de l'UCL du projet pédagogique Méta-Métis. Ce projet a pour but de confronter les étudiants à la pluralité des savoirs grâce à des cours dispensés par des personnes actives en dehors du monde académique (Méta) et/ou en provenance de pays du Sud (Métis).

### Colloques
En partenariat avec d'autres institutions, Louvain Coopération participe aussi à l'organisation de colloques sur le site universitaire de Louvain-la-Neuve.

### La production de supports pédagogiques
Après avoir incorporé le personnel de l'association GENAGRO en mars 2003, un département « Appui à la Formation et au Développement » (AFD) fut créé au sein de Louvain Coopération assumant entre autres, la mise en ligne de contenus pédagogiques.

## Histoire
L'histoire de Louvain Coopération débute le 21 septembre 1981 lorsque dix Professeurs de la Faculté d'agronomie de l’Université catholique de Louvain créent l'« Association pour le Développement rural intégré » (en abrégé A.D.R.I.), dont le but sera « de promouvoir l'étude et de participer à la mise au point des techniques indispensables à la réalisation des projets de développement rural intégré, d'assurer la formation continue des cadres et de susciter la collaboration nécessaire tant sur le plan scientifique que technique pour conduire ces projets à bonne fin ».
L'association sera ensuite renommée à plusieurs reprises. Lors de l'Assemblée Générale du 21 mai 1984, l'association sera renommée « Association pour le Développement par la Recherche Agronomique Intégrée » (en abrégé A.D.R.A.I.). Ensuite, lors de l'Assemblée Générale en date du 20 décembre 1989, elle deviendra « Association pour le Développement de la Recherche et de l'Action intégrée » (l'abrégé restera A.D.R.A.I.) et modifiera son objet social en retirant l'adjectif « rural » contenu préalablement dans l'expression « développement rural intégré ». Et enfin, lors de l'Assemblée Générale du 19 décembre 1991, l'association deviendra « Association pour le Développement par la Recherche et l'action intégrées » (abrégé inchangé) avec pour nouvel objet social « de promouvoir la coopération au développement de la façon la plus large possible en rapport avec ses moyens, en particulier par la recherche et l'action intégrées impliquant notamment la sélection, la formation, et l'encadrement des coopérants-ONG visés par l'arrêté royal du 12 mars 1991, ainsi que pour la mise en œuvre de collaborations scientifiques et techniques pour réaliser des projets de développement intégré. ».
En 1997, alors que l'association était reconnue et financée par le Ministère de la Coopération belge depuis au moins un an, Louvain Coopération décida de se joindre  à cinq autres associations proches de l'Université catholique de Louvain - sans pour autant fusionner ni suspendre leurs activités respectives - pour créer une nouvelle ASBL répondant au nom de  « Fondation de Louvain pour le Développement ». Cette association fut par la suite dissoute en date du 29 novembre 2004 et son actif net transféré à Louvain Coopération. 
Une nouvelle appellation de Louvain Coopération apparaît le 11 novembre 2000, lorsque l'Assemblée Générale décide de l'appeler « Fondation de Louvain pour la Coopération au Développement » (en abrégé Louvain Développement). Par la même occasion, elle décide de changer son objet social pour « promouvoir la coopération au développement dans l'esprit des actes internationaux sur les droits humains fondamentaux, principalement au sein de la communauté universitaire de Louvain, grâce au soutien de l'opinion publique ». Ce fut aussi l'occasion d'exprimer que « Louvain Développement affirme la vocation de l'Université à agir en acteur dynamique de développement, principalement en faveur des populations les moins favorisées». De plus l'assemblée décide que « L’Université catholique de Louvain nomme et révoque un représentant auprès de la Fondation. ».
Par la suite et en raison d'une incompatibilité institutionnelle avec le titre de Fondation, l'Assemblée Générale du 22 novembre 2002 renommera l'association « Association de Louvain pour la Coopération au Développement » (abrégé Louvain Développement) et modifiera ses statuts en stipulant que « L’objet social et l’esprit de l’association  sont explicités dans la charte d’association approuvée par l’assemblée générale ». Ce sera aussi  l'occasion de préciser qu'on comptera parmi les membres effectifs de droit de l'association, « Un représentant de l'Université catholique de Louvain, proposé par le Conseil d'Administration de cette université et le Directeur de l'Administration des Relations Internationales de cette Université» et que dans le Conseil d'Administration « la majorité au moins sont membres du personnel de l’Université catholique de Louvain ou de ses organes ».
À la suite de la dissolution de l'association GENAGRO le 18 mars 2003, la majeure partie du personnel de cette association est intégrée à celui de Louvain Coopération dans la création d'un nouveau département d'infographie appelé aujourd'hui « Appui à la Formation et au Développement » (AFD).  Louvain Coopération élargit donc son domaine d'application au domaine de l'infographie.
Plus d'un an après, le 29 novembre 2004, un commissaire aux comptes sera désigné pour une période de 3 ans dans le respect d'une nouvelle loi sur les asbl publiée au Moniteur belge du 18 octobre 2002.
Enfin, l'association sera une dernière fois renommée le 30 juin 2008 pour répondre au nom de « Louvain Coopération au Développement asbl » (en abrégé LD) et son siège social sera établi à son adresse actuelle. Et six mois plus tard, le  26 décembre 2008, l'Association Médicale de l'Université catholique de Louvain en Afrique Centrale (FOMULAC) se dissout pour intégrer Louvain Coopération. L'ONG élargissait donc en cette date son expertise au domaine médical. Entre 2014 et 2018, la direction de l'association est assurée par Marthe Nyssens.

## Financement
D'un point de vue financier, Louvain Coopération fonctionne sur la base d'un financement public octroyé par le SPF Affaires étrangères, de récoltes de fonds auprès des bailleurs publics ou privés, grâce à des dons personnels
 notamment via la mise en place d'un système de financement participatif (crowdfunding) ou encore grâce au soutien de startup ou d'artistes,,.

## Géographie des projets

### Emplacement des directions nationales
- Siège central : Louvain-la-Neuve
- Bénin - Togo : Cotonou
- Bolivie - Pérou : La Paz
- République démocratique du Congo: Bukavu
- Cambodge : Phnom Penh
- Burundi : Bujumbura
- Madagascar : Morondava